# オトカリテ

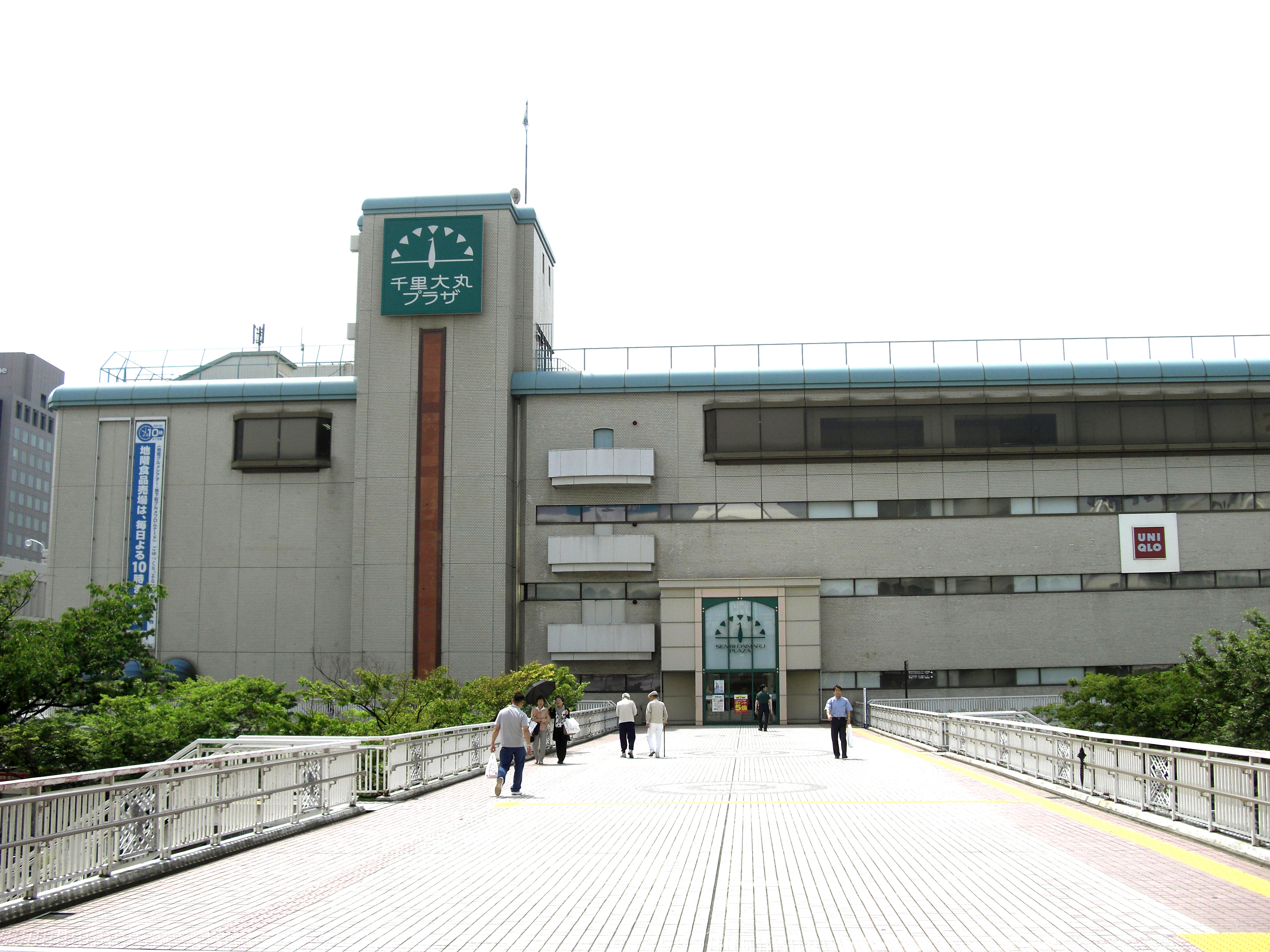
かつての外観。上部に「千里大丸プラザ」の文字やロゴマークが入った看板が設置されていた。

オトカリテ（haute qualité）とは、かつて大阪府豊中市新千里東町にあった北大阪急行・大阪モノレール千里中央駅前のピーコックストア内を核とするファッションモールである。閉業時はイオンモールの運営だったが、当初はJ.フロントリテイリンググループの大丸松坂屋百貨店不動産事業部（旧・大丸コム開発）が運営していた。

## 歴史
千里ニュータウンには百貨店数社が出店を希望しており、最終的には大丸、髙島屋、阪急百貨店に絞られたうち、髙島屋を除く2社に大阪府企業局から百貨店の新設が許可された。阪急百貨店は千里阪急を新設することにしたが、大丸は百貨店ではなく、スーパーマーケットの大丸ピーコックを出店することになった。

### 千里サンタウンに開業
大阪万博開幕前の1970年（昭和45年）3月11日、千里ニュータウン中央地区センター「千里サンタウン」に大丸ピーコックストア千里中央店は開業した。千里サンタウンは専門店街に75店舗、千里阪急、大丸ピーコックストア千里中央店で構成され、千里中央駅（万博終了後の9月14日開業）をはさんで向かい合う両者に加え、専門店街も合わせた3者で愛称を公募することになり、「千里サンタウン」に決定している。
店舗は地下1階、地上3階建てで、売場面積は3,511㎡。1982年（昭和57年）10月2日に増床オープンし、地上5階建て、売場面積は8,311㎡となった。1998年（平成10年）4月15日には、1階～5階を大改装し、グランドオープンした。重点顧客層を30歳代のニューファミリーと50歳代のファミリーの設定し、衣料品・家庭用品売場を再構築した。

### 千里大丸プラザに
2002年（平成14年）3月19日、全面改装し、これを機にGMS業態から脱皮して、郊外型のエンターテイメント性を取り入れた店舗に生まれ変わり、名称を「千里大丸プラザ」に変更した。地階の食品部門を含めた全館規模の改装は開店以来初めてで、特にアパレル部門を充実させた。

### オトカリテに
2013年（平成25年）4月26日、1階・2階・3階の3フロアは、ファッションSC「オトカリテ」にリニューアルされ、ピーコックストア（地下1階・4階・5階）とは別に大丸コム開発が管理運営を行うことになった。「オトカリテ」とはフランス語で「上質」を意味し、本当によいモノ・コト、千里という街にとって上質なモノ・コトを、常に提案する場所・コミュニティーを目指すとした。
2019年（平成31年/令和元年）にオトカリテの運営はイオンモールに移管された。

### 閉店、解体
2022年（令和4年）2月の豊中市の発表によると、当施設を所有する三井住友信託銀行は、千里阪急を所有するエイチ・ツー・オー リテイリング（阪急阪神百貨店の親会社）グループ、第一立体駐車場を保有する阪急電鉄とともに土地区画整理事業を中心とする再開発を行い、2023年（令和5年）認可、10年程度で完成予定となっている。
2023年4月30日、建物の老朽化を理由に、オトカリテと核テナントのピーコックストア千里中央店は閉店し、53年間の歴史に幕を閉じた。
その後、建物は解体され、敷地は更地となった。前述の再開発に先駆け、2024年9月時点では舗装を経てパーク24のコインパーキング『タイムズ』が稼働している。

## テナント

### 1F
- Gap/GapKids
- Zoff
- Gold Plaza
- PLAZA CREATE
- 時計修理工房 アルファ

### 2F
- URBAN RESEARCH DOORS
- OPAQUE.CLIP
- chécutte
- LIPSTAR BRANCHY
- Four Berrys select cosme store
- quatrefeuilles
- harmonie par congés payés
- hanger
- AIDA
- Bleu Bleuet

### 3F
- SHOO-LA-RUE
- anyFAM by KUMIKYOKU FAM
- yuzawaya
- Eyelash Salon Blanc
- Beauty Face Premium
- SPICE HAIR AVEDA
- DASHING DIVA
- Dr. ストレッチ
- 英会話のミネルヴァ
- パソコン市民講座・千里中央教室

（全28店舗）

## アクセス
北大阪急行・大阪モノレール千里中央駅前より徒歩2分

## 館内画像

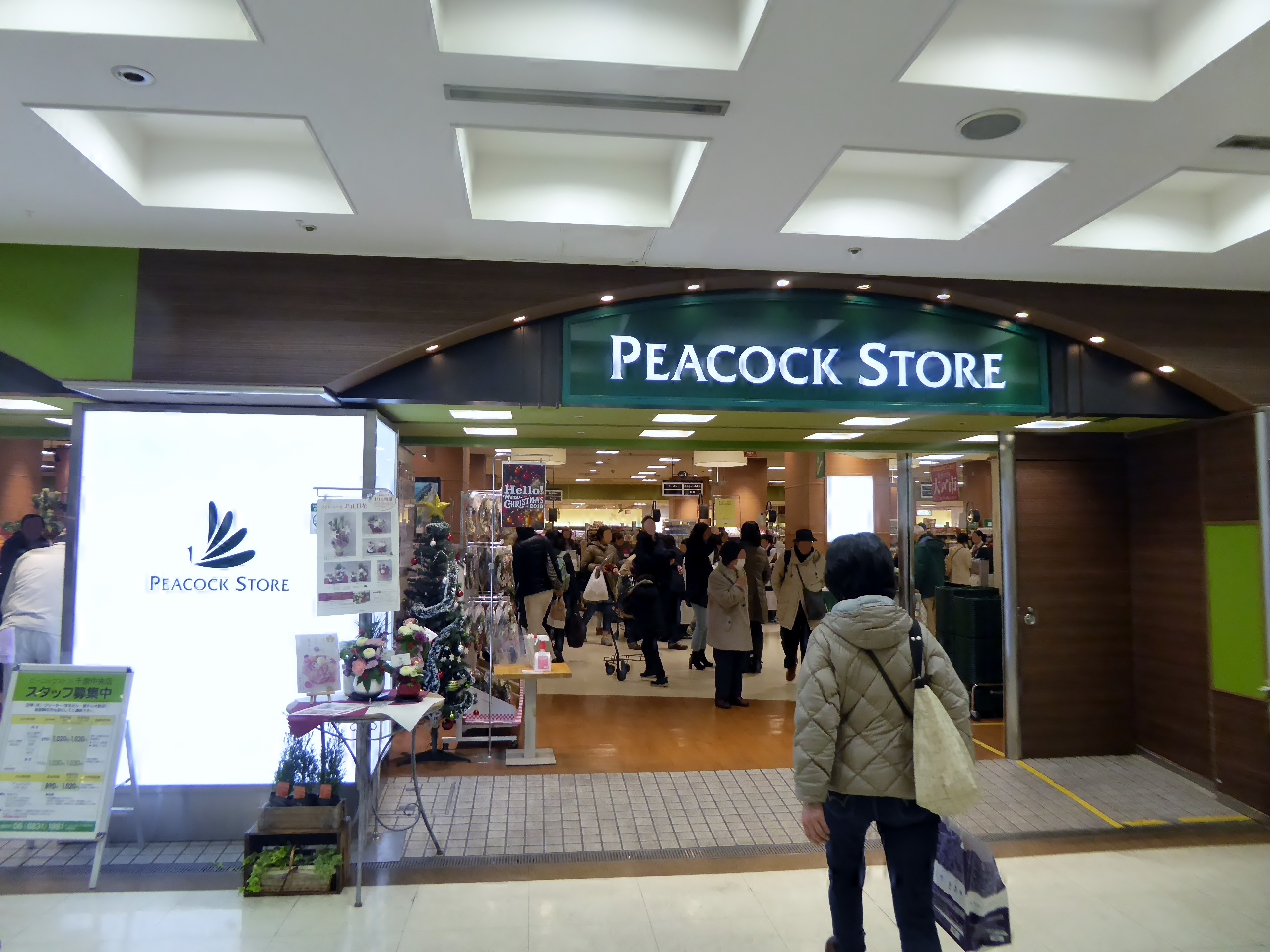
ピーコックストア千里中央店
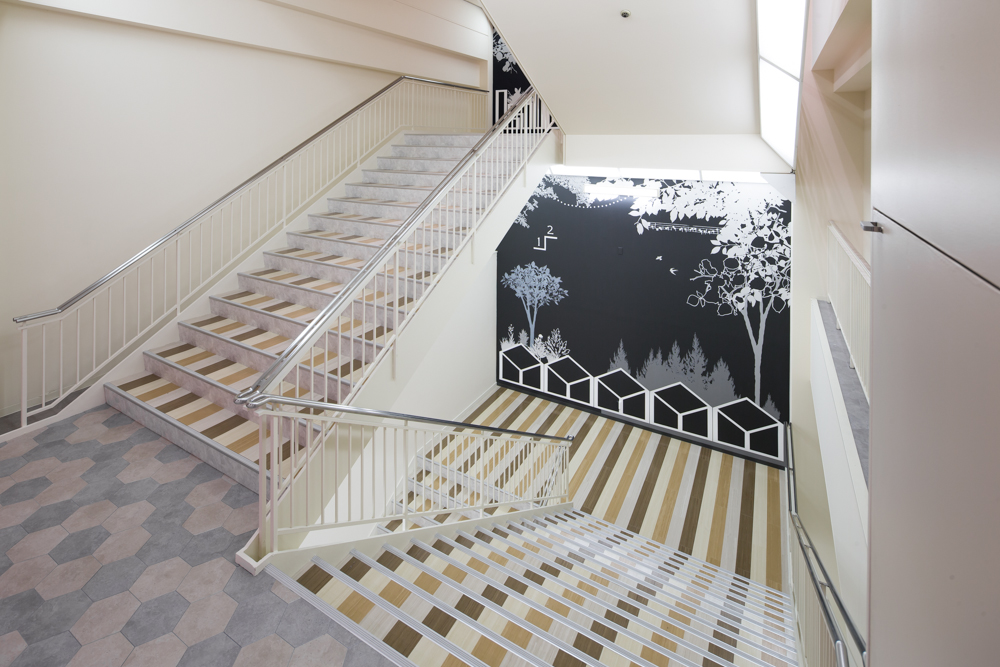
館内の様子
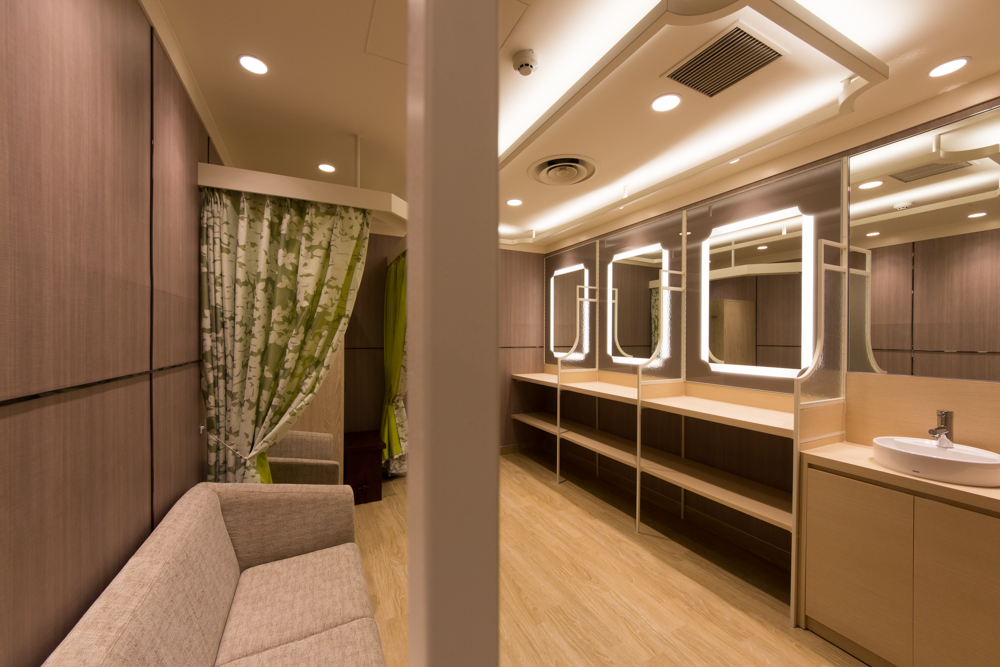
館内の様子
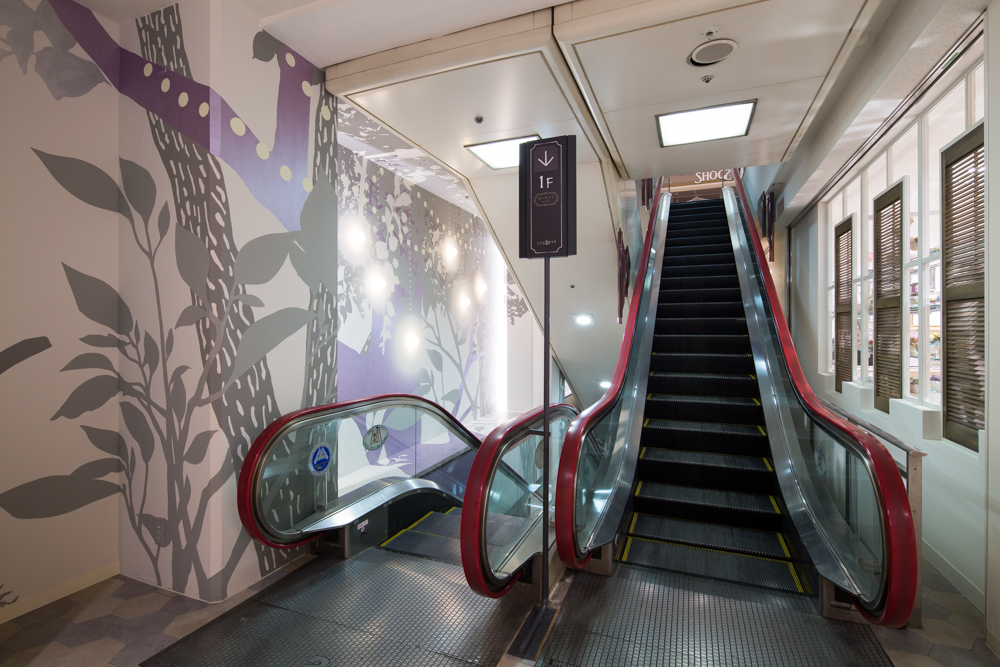
館内の様子
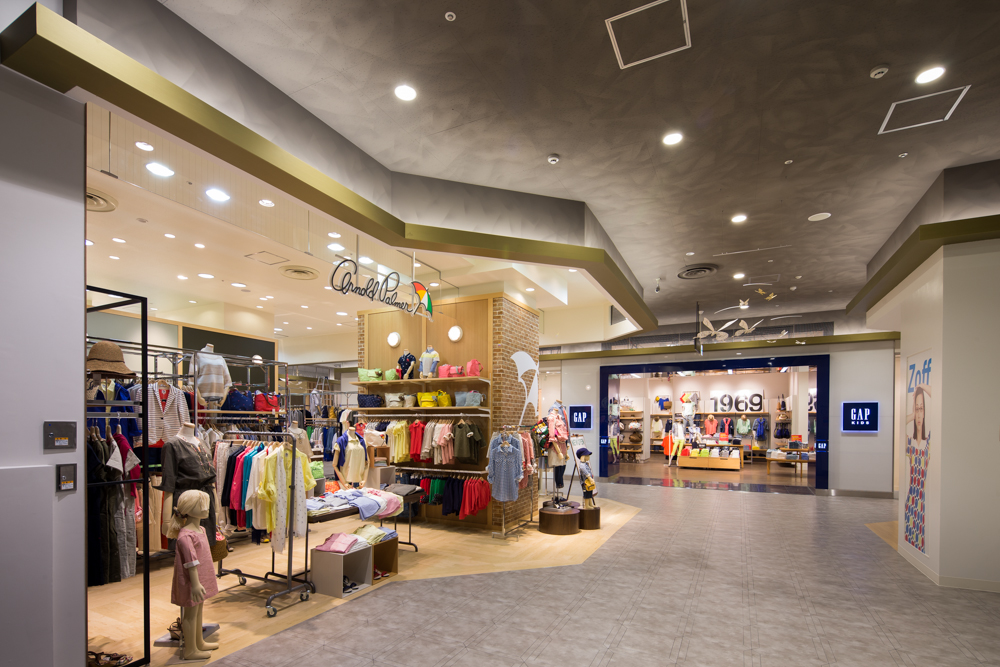
館内の様子 1F
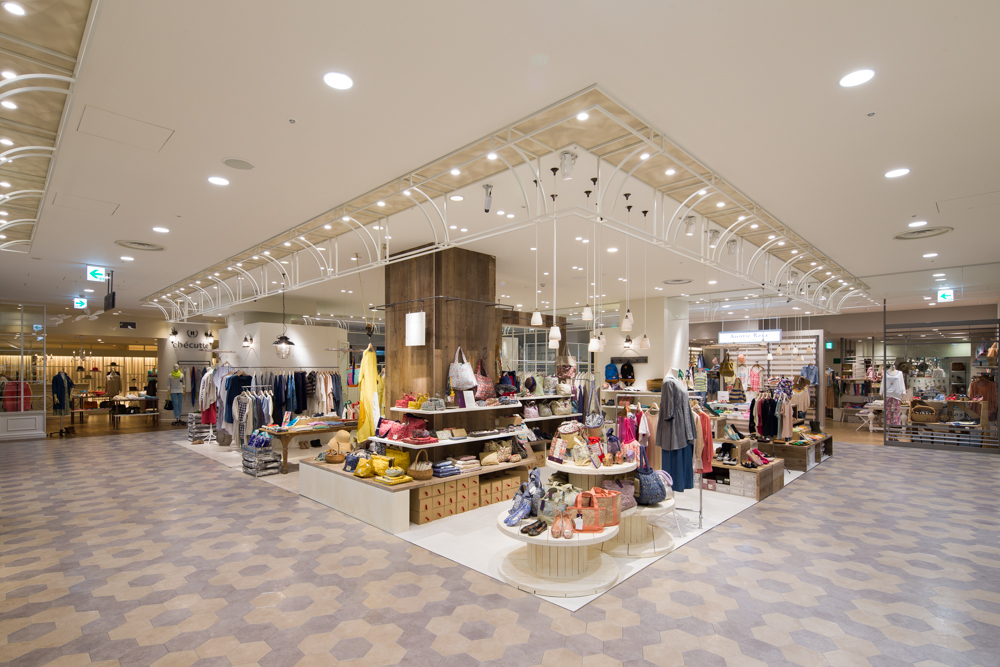
館内の様子 2F
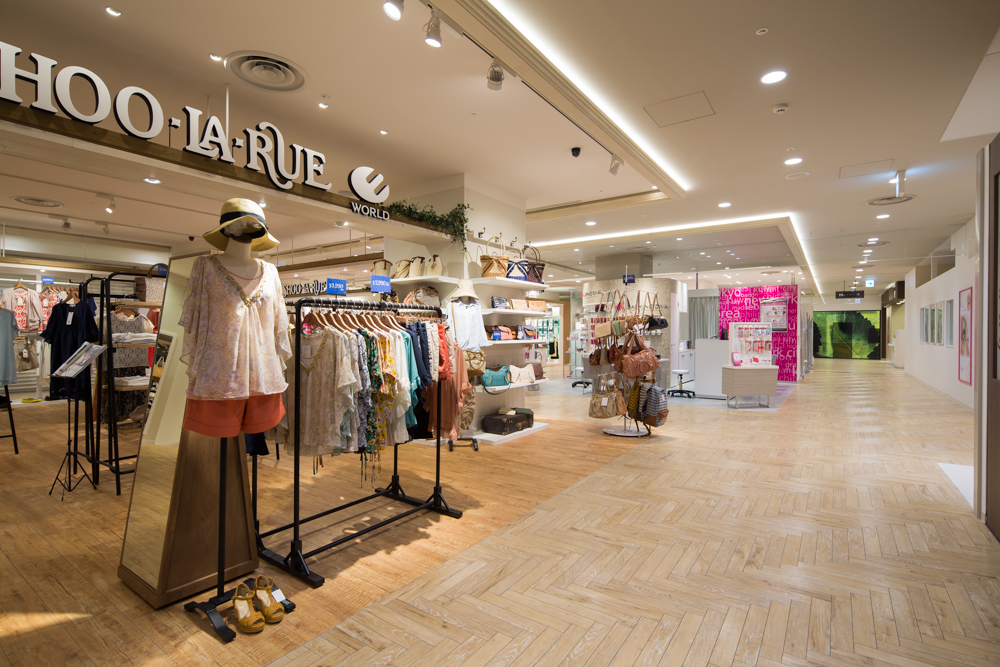
館内の様子 3F
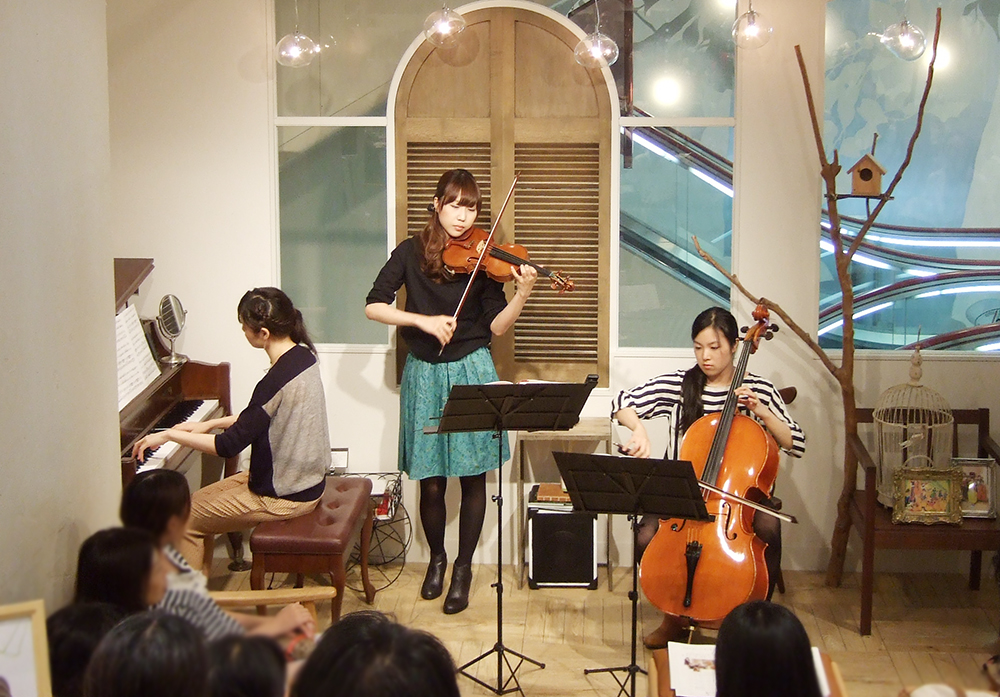
イベントの様子
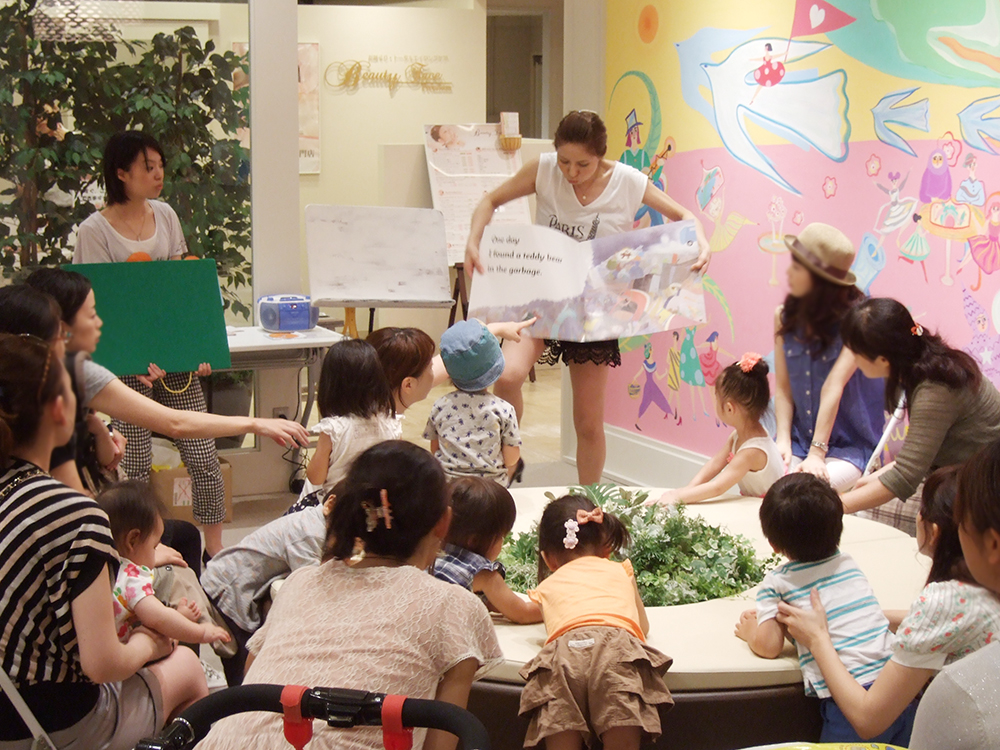
イベントの様子